# Кюрчев Володимир Миколайович
Кюрчев Володимир Миколайович — доктор технічних наук, професор, член-кореспондент Національної академії аграрних наук України, Заслужений працівник освіти України, лауреат Державної премії України в галузі науки і техніки [Архівовано 20 червня 2020 у Wayback Machine.], радник ректора Таврійського державного агротехнологічного університету імені Дмитра Моторного [Архівовано 3 березня 2017 у Wayback Machine.]

## Біографія
Володимир Миколайович Кюрчев народився 23 червня 1955 року в с. Андрівка Бердянського району Запорізької області у сільській родині. 
У 1972 році після закінчення Андрівської середньої школи розпочав трудову діяльність в колгоспі «Гігант» села Андрівка, закінчив курси водіїв у м. Бердянськ. Далі - служба у лавах Радянської армії.
З 1975 року по 1981 року – навчання у Мелітопольському інституті механізації сільського господарства (МІМСГ). У 1981 році захистив з відзнакою диплом інженера-механика.
З Мелітопольським інститутом механізації сільського господарства пов'язана вся подальша діяльність Володимира Миколайовича:
- секретар комітету комсомолу (1981-1985 рр.);
- голова профспілкового комітету (1986—1991 рр.);
- проректор з економічних питань (1991—2000 рр.) і завідувач кафедри «Експлуатація машинно-тракторного парку» (1991—2006 рр.);
- проректор з наукової роботи та директор Науково-дослідного інституту механізації землеробства півдня України ТДАТУ (2000—2006 рр.).

У 1989 році у Харківському інституті механізації та електрифікації сільського господарства В. М. Кюрчев захистив кандидатську дисертацію за спеціальністю «Експлуатація, відновлення та ремонт сільськогосподарської техніки» на тему «Ресурсозбереження при діагностуванні щілинних ущільнень гідророзподілювачів сільськогосподарської техніки». 
1989 р. - присвоєно науковий ступінь кандидата технічних наук.
1993 р. - присуджено вчене звання доцента. 
1998 р. - призначений на посаду завідувача кафедри «Машиновикористання в землеробстві».
1999 р. - отримав другу вищу освіту за фахом «Економіка підприємства» в Таврійській державній агротехнічній академії (ТДАТА).
2006 р. - присуджено вчене звання професора.
2006 р., травень - обрано на посаду ректора Таврійської державної агротехнічної академії (з 2007 р. Таврійський державний агротехнологічний університет - ТДАТУ).
2011 р. - обрано на посаду ректора ТДАТУ на другий термін.
2015 р. - захистив докторську дисертацію у ННЦ «Інститут механізації та електрифікації сільського господарства» НААН України на тему «Механіко-технологічні основи агрегатування орно-просапних тракторів».
2015 р. - присуджено науковий ступінь доктора технічних наук.
У 2016 році колектив ТДАТУ обрав Володимира Миколайовича ректором Таврійського державного агротехнічного університету на третій термін. 
2021 р. - радник ректора. 
Володимир Миколайович Кюрчев проводить велику роботу на громадських засадах. З 1998 по 2010 роки був депутатом Мелітопольської міської ради. З 2010 року і до теперішнього часу є депутатом Запорізької обласної ради.

## Наукова діяльність
Під керівництвом Кюрчева В.М. виконується 5 дисертаційних робіт, дві з них докторські, захищено чотири кандидатські дисертації.
Очолює наукову школу з проблем машиновикористання в землеробстві [Архівовано 18 червня 2020 у Wayback Machine.]. Фундаментальні і прикладні дослідження членів школи спрямовані на розроблення основ агрегатування модульних енергетичних засобів і вітчизняних орно-просапних тракторів сімейства ХТЗ-160, створення комбінованих та високопродуктивних машинно-тракторних агрегатів сільськогосподарського призначення, розроблення технологічних та технічних основ екологічно безпечної і економічно ефективної колійної системи землеробства. 
Напрям наукового дослідження відображає сучасні тенденції застосування енергетичних засобів в сільськогосподарському виробництві України. Практична цінність багаторічної наукової роботи полягає в обґрунтуванні методики оцінки технологічних властивостей орно-просапних тракторів; методики агрегатування фронтальних знарядь; методики забезпечення руху орно-просапного трактора із оптимальним значенням показника кінематичної невідповідності в приводі його ходової системи; розробці науково-практичних рекомендацій щодо застосування широкозахватних та комбінованих машино-тракторних агрегатів на базі орно-просапного трактора як в існуючих, так і нових технологіях вирощування с.-г. культур.
До наукового доробку Володимира Миколайовича належить понад 270 наукових публікацій у наукових фахових виданнях України, Болгарії, Білорусі, Польщі, США, а також публікацій, які включені до наукометричних баз Scopus, Web of Science. Професор Володимир Кюрчев є автором та співавтором 26 монографій, підручників та навчальних посібників, 70 патентів на винаходи.
11 листопада 2016 року на засіданні Загальних зборів Національної академії аграрних наук України [Архівовано 22 квітня 2016 у Wayback Machine.] його було обрано членом-кореспондентом НААНУ.
У 2019 році Володимир Кюрчев у складі авторського колективу представників ННЦ «ІМЕСГ» НААН України і машинобудівних фірм країни брав участь у масштабній науково-дослідній роботі «Високоефективні комплекси технічних засобів для вирощування зернових та інших культур». 
За результатами цієї роботи, у 2019 році Указом Президента України від 08.04.2019 №110/2019 йому було присуджено Державну премію України в галузі науки і техніки [Архівовано 28 лютого 2021 у Wayback Machine.].
Практична цінність багаторічної роботи Володимира Миколайовича і його колег полягає в обґрунтуванні методик оцінки технологічних властивостей орно-просапних тракторів, агрегатування фронтальних знарядь, забезпечення руху орно-просапного трактора із оптимальним значенням показника кінематичної невідповідності в приводі його ходової системи. А також у розробці науково-практичних рекомендацій щодо застосування широкозахватних та комбінованих машинно-тракторних агрегатів на базі орно-просапного трактора як в існуючих, так і нових технологіях вирощування сільгоспкультур.
Володимир Миколайович – голова редакційних колегій наукових фахових видань Праці Таврійського державного агротехнологічного університету [Архівовано 18 червня 2020 у Wayback Machine.] та Науковий вісник Таврійського державного агротехнологічного університету. [Архівовано 21 червня 2020 у Wayback Machine.] Він також очолює спеціалізовану вчену раду із захисту докторських дисертацій ТДАТУ.

## Нагороди, почесні відзнаки
1999 р. - Почесна грамота Кабінету Міністрів України 
2002 р. - Почесне звання «Заслужений працівник освіти України»
2005 р. - Грамота Верховної Ради України «За особливі заслуги перед українським народом»
2005, 2009, 2010 рр. - «Відмінник аграрної освіти та науки» III, II, I ступенів [Архівовано 18 червня 2020 у Wayback Machine.]
2009, 2010, 2012 рр. - Орден «За заслуги перед Запорізьким краєм» ІІІ,II,І ступенів
2009 р. -  Нагрудний знак «За вагомий внесок у розвиток освіти»
2015 р. -   Орден "За заслуги" ІІІ ступеня [Архівовано 6 жовтня 2019 у Wayback Machine.]
2018 р. -  Орден «За заслуги» ІІ ступеня [Архівовано 5 серпня 2020 у Wayback Machine.]
2017 р. -  Почесна грамота Міністерства освіти і науки України
2019 р. -  Державна премія в галузі науки і техніки [Архівовано 28 лютого 2021 у Wayback Machine.]